# Корчевье (Черниговская область)
Корчевье (укр. Корчев'я) — село в Репкинском районе Черниговской области Украины. Население 73 человека. Занимает площадь 0,6 км².
Код КОАТУУ: 7424456401. Почтовый индекс: 15022. Телефонный код: +380 4641.

## Власть
Орган местного самоуправления — Радульский поселковый совет. Почтовый адрес: 15021, Черниговская обл., Репкинский р-н, пгт Радуль, ул. Черниговская, 1. Тел.: +380 (4641) 4-82-33; факс: 4-82-33.